# Hyles cretica

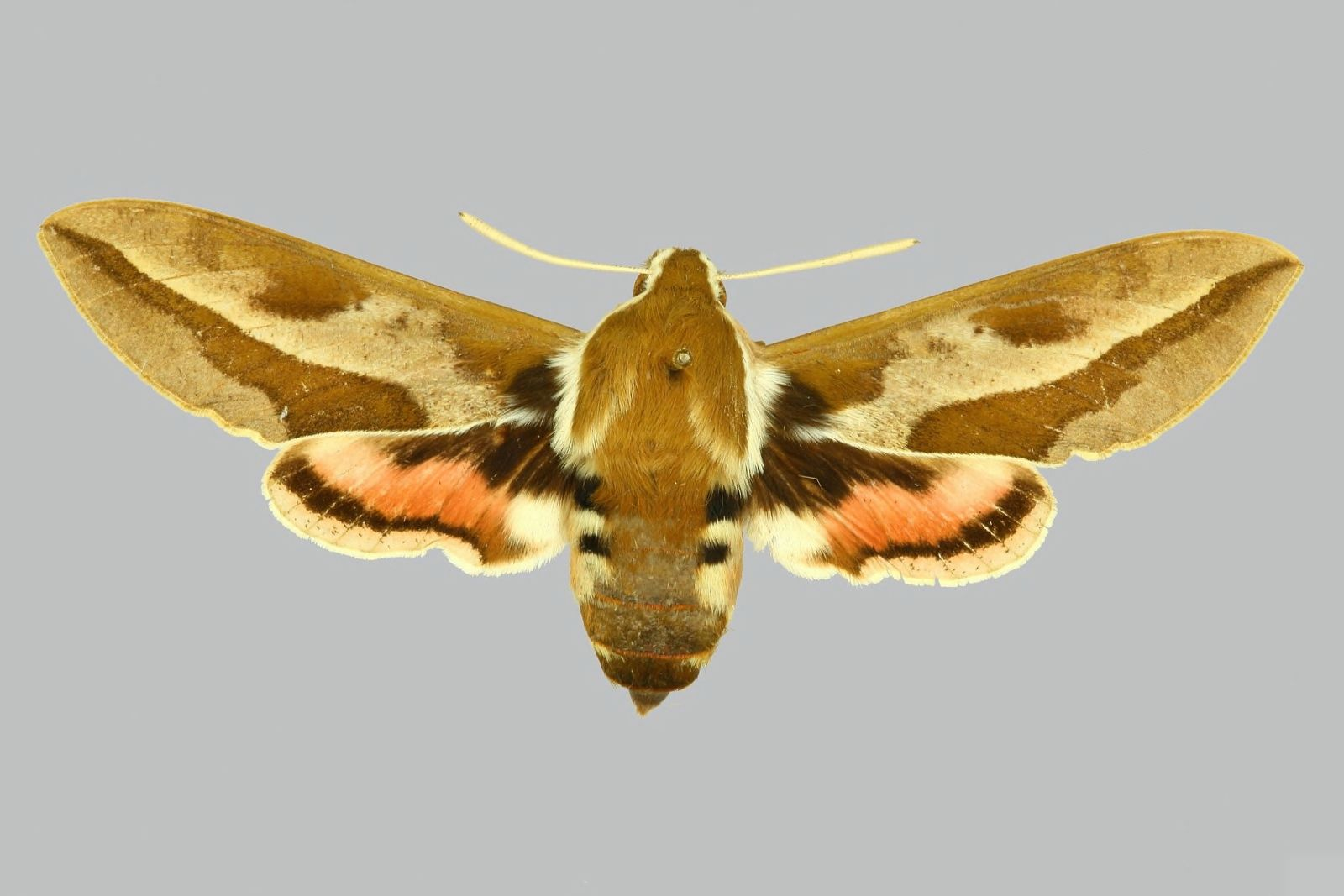
Hyles cretica, Weibchen

Hyles cretica ist ein Schmetterling (Nachtfalter) aus der Familie der Schwärmer (Sphingidae).
Die Art wird dem Hyles euphorbiae-Komplex im weiteren Sinne zugerechnet. Die Verwandtschaftsverhältnisse und der Status der einzelnen Arten und Unterarten dieses Komplexes sind noch immer mehr oder weniger unklar. Zwar wurde der Artstatus von Kitching/Cadiou (2000) bestätigt, da fortpflanzungsfähige Hybride zwischen Hyles euphorbiae und Hyles tithymali häufig sind, und die Arten innerhalb des Hyles euphorbiae-Komplex sehr nahe verwandt sind, ging man jedoch davon aus, dass es denkbar wäre, dass Hyles cretica, ebenso wie Hyles sammuti ein Relikt dieser Hybridisierungen darstellt. Pittaway sah die Art deshalb zunächst als Unterart von Hyles tithymali an. Hundsdoerfer, Mende, Kitching & Cordellier (2011) gingen später anhand einer mtDNA-Untersuchung von Material aus Italien davon aus, dass der Artstatus auf Grund ausreichend großer Unterschiede gerechtfertigt sei, jedoch ergab eine neuere Untersuchung durch Mende & Hundsdoerfer (2014) unter Einbeziehung von Datenmaterial aus der Ägäis, dass die Hyles cretica-Populationen teilweise genetisch näher zu Hyles euphorbiae gehörten. Daraus wurde geschlossen, dass die Population der südlichen Ägäis sowie die aus dem Süden Italiens tatsächlich dynamische Mischhybriden von europäischen Hyles euphorbiae und nordafrikanischen Hyles tithymali darstellen und der Artstatus von Hyles cretica daher nicht gerechtfertigt ist. Pittaway folgt dieser Auffassung, wenngleich er den Namen Hyles 'cretica'  als Arbeitstitel für nützlich hält.

## Merkmale
Die Falter erreichen Flügelspannweiten von 69 bis 80 Millimetern und haben die für Arten der Gattung Hyles typische Färbung: Ihre braunen Vorderflügel tragen eine gewellte und eingebuchtete helle Binde, die am Flügelhinterrand nahe der Flügelwurzel als breiter Streifen beginnt und allmählich schmaler werdend bis in den Apex verläuft. Das Saumfeld ist ebenso hell gefärbt. Die Hinterflügel haben mittig eine breite, rosarote Binde, eine schwarze Basis und eine schwarze Saumbinde. Am Flügelinnenrand grenzt an die rosarote Binde ein weißer Fleck an. Sie haben Ähnlichkeit mit manchen Individuen von Hyles tithymali mauretanica aus Marokko.
Die Eier sind klein, haben eine sehr harte Schale und eine blaugrüne Farbe. Sie sehen denen von Hyles tithymali tithymali ähnlich. Die Raupen erreichen eine Länge von 75 bis 85 Millimetern. Ab dem zweiten Stadium sehen sie den Raupen von Hyles tithymali mauretanica sehr ähnlich. Die Puppe ist gelblich-braun mit dunklen Segmenteinschnitte und ist nicht von denen von Hyles tithymali tithymali zu unterscheiden.

## Vorkommen
Die Verbreitung der Art ist auf Kreta begrenzt, sie kann jedoch auch auf Rhodos auftreten. Sie besiedelt trockene Hänge mit reichlichem Bewuchs von Wolfsmilch.

## Lebensweise
Die Weibchen legen ihre Eier in großen Gelegen an den jungen Trieben der Nahrungspflanzen ab. Die Raupen haben ausgewachsen eine ähnliche Lebensweise wie die von Hyles tithymali tithymali. Man findet sie von März bis Dezember an Wolfsmilch (Euphorbia). Die Überwinterung findet als Puppe statt. Die Imagines fliegen in mehreren Generationen von Februar bis Oktober. Es ist denkbar, dass die Art über das ganze Jahr ununterbrochen Generationen hervorbringt.

## Belege